# Обикновен бибан
Обикновеният бибан (Gymnocephalus cernuus) е риба от семейство Костурови (Percidae), срещаща се и в България. Макар и рядко може да бъде обект на спортния риболов.